# Закон України «Про альтернативні види палива»
Закон України «Про альтернативні види палива» — визначає правові, соціальні, економічні, екологічні та організаційні засади виробництва (видобутку) і споживання альтернативних видів рідкого та газового палива на основі залучення нетрадиційних джерел та видів енергетичної сировини і спрямований на створення необхідних умов для розширення виробництва (видобутку) і споживання цих видів палива в Україні. Ухвалений 14 січня 2000 р.

## Зміст
Містить розділи: І. Загальні положення. ІІ. Ознаки альтернативних видів палива, його споживачів, порядок їх визначення. ІІІ. Економічний механізм стимулювання у сфері альтернативних видів палива. IV. Порушення законодавства у сфері альтернативних видів палива. V. Міжнародне співробітництво у сфері виробництва (видобутку) та споживання альтернативних видів палива. VI. Прикінцеві положення.

## Історія
До перейменування 21 травня 2009 року називався Закон України «Про альтернативні види рідкого та газового палива» (рос. Об альтернативных видах жидкого и газового топлива, англ. On Alternative Types of Liquid and Gas Fuel, нім. Über alternative Type des flüssigen und gasförmigen Brennstoffes).